# Соловьёв, Владимир Анатольевич
Влади́мир Анато́льевич Соловьёв (род. 18 декабря 1971, Москва) — российский инженер, специалист в области конструирования электронной аппаратуры. Доцент кафедры «Проектирование и технология производства электронной аппаратуры» Московского государственного технического университета имени Н. Э. Баумана. Лауреат Государственной премии Российской Федерации для молодых учёных за выдающиеся работы в области науки и техники (1995). Автор ряда научных и учебно-методических трудов, в том числе — с грифом «Рекомендовано учебно-методическим объединением вузов по университетскому политехническому образованию». Википедист, участник проектов Викимедиа.

## Биография
Родился 18 декабря 1971 года в Москве.
В 1988 году окончил физико-математическую школу при МГТУ имени Н. Э. Баумана.
В 1994 году с отличием окончил Радиотехнический отраслевой факультет МГТУ имени Н. Э. Баумана по специальности «Конструирование и технология производства радиоэлектронной аппаратуры».
С 1994 года — работа в МГТУ имени Н. Э. Баумана, на кафедре «Проектирование и технология производства электронной аппаратуры»: ассистент, старший преподаватель, доцент, заместитель заведующего кафедрой по учебной работе.
Лауреат Государственной премии Российской Федерации для молодых учёных за выдающиеся работы в области науки и техники (1995): «за  разработку  и  внедрение  в практику  проектирования  электронной аппаратуры ресурсосберегающей методологии конструирования».

## Основные труды
- Камышная Э. Н., Маркелов В. В., Соловьёв В. А. Конструкторско-технологические расчеты электронной аппаратуры: Учебное пособие. — М.: Московский государственный технический университет им. Н. Э. Баумана, 2014. — 165 с. — ISBN 978-5-7038-3943-0[5]
- Камышная Э. Н., Маркелов В. В., Соловьёв В. А. Программное обеспечение конструкторских расчетов РЭС И ЭВС: Методические указания для курсового и дипломного проектирования. — М.: Московский государственный технический университет им. Н. Э. Баумана, 2001. — Ч. 7: Программный комплекс конструкторских и технологических расчетов. — 46 с. — ISBN 5-7038-1883-4
- Камышная Э. Н., Маркелов В. В., Соловьёв В. А. Формальное представление электрических принципиальных схем для решения задач автоматизированного проектирования электронной аппаратуры: Учебное пособие. — М.: Московский государственный технический университет им. Н. Э. Баумана, 2011. — 44 с.
- Шахнов В. А., Зинченко Л. А., Соловьёв В. А., Курносенко А. Е. Основы конструирования в Solid Edge. Пособие по проектированию изделий в приборостроении: Учебное пособие. — М.: ДМК Пресс, 2014. — 372 с. — ISBN 978-5-94074-858-8[6]